# Chthonius prove
Chthonius prove är en spindeldjursart som beskrevs av Curcic, Dimitrijevic och Makarov 1997. Chthonius prove ingår i släktet Chthonius och familjen käkklokrypare. Inga underarter finns listade i Catalogue of Life.